# HOXA5
HOXA5‏ (Homeobox A5) هوَ بروتين يُشَفر بواسطة جين HOXA5 في الإنسان.